# USS Achelous (ARL-1)
El USS Achelous (ARL-1) fue el primer buque de reparaciones de su clase, construido para la Armada de los Estados Unidos.

## Historia
Su construcción, a cargo de Dravo Corp., inició el 15 de agosto de 1942 en Pittsburg, Pensilvania, bajo el nombre «LST-10». Mientras era construido, fue reclasificado como buque anfibio de reparaciones. Botado el 25 de noviembre de 1942, su madrina fue George F. Wolfe, la esposa del jefe de ingenieros de Dravo Corp. El 13 de enero de 1943, fue bautizado «Achelous» y designado «ARL-1». Achelous —Aqueloo en español— es un dios griego cuyo nombre se dio a este río de Grecia. El buque entró al servicio con la Armada el 2 de abril de 1943 en Baltimore, Maryland, bajo el mando del capitán B. N. Ward temporalmente. Al día siguiente de la comisión, tomó el mando el teniente Walter Ringies.
Tras realizar su primera salida en la bahía de Chesapeake, cargó suministros en la base naval de Norfolk y, el 28 de abril de 1943, zarpó hacia África del Norte. Entre el 1 de junio y el 14 de julio, proporcionó apoyo en Bizerta, Túnez. Posteriormente y tras la invasión aliada de Sicilia, estuvo en Licata entre el 15 de julio y el 14 de agosto realizando trabajos de mantenimiento. En Bizerta, sufrió dos ataques aéreos, defendiéndose con su arma antiaérea.
Integrando el Convoy UGS-19, llegó a Massawa —Eritrea italiana— el 31 de octubre y entró en un dique seco de propiedad británica. En el agua de vuelta, prosiguió a Calcuta y prestó apoyo al China Burma India Theater.
A principios de 1944, el Achelous proveyó apoyo a la operaciones en la costa italiana. Estuvo en ello durante siete meses. En julio, comenzó a prepararse para la invasión del sur de Francia. A mediados de agosto, tiró el ancla y desplegó un pontón para los vehículos de desembarco.
Finalizada su tarea en Francia, recibió nueva misión en el Pacífico. Allá fue a través del estrecho de Gibraltar primero y el canal de Panamá después. El 24 de abril de 1945, arribó a Enewetak. Luego, fue asignado a la operación de toma de Okinawa, su última misión en la Segunda Guerra Mundial.
Estando en la Costa Oeste, pasó a reserva en enero de 1947. Fue atracado en el Columbia River Group de la Pacific Reserve Fleet. El nombre del USS Achelous fue eliminado de la lista naval el 1 de junio de 1973. Finalmente, fue vendido, el 21 de enero de 1974, a Overseas Shipyard de Hong Kong, para desguace.